# Ottaviani (cognome)
Ottaviani è un cognome di lingua italiana.

## Varianti
D'Ottavio, Ottaiano, Ottaviano, Ottavio, Taiani, Taja, Tajani, Tajo, Tavian, Taviani.

## Origine e diffusione
Il cognome è tipicamente panitaliano.
Potrebbe derivare dai prenomi Ottavio e Ottaviano; in sporadici casi potrebbero essere legati ai toponimi Ottaviano e Taviano.
Le varianti Ottavio e Taviani sono panitaliane; Tavian è friulano; D'Ottavio e Taiani sono centro-meridionali; Ottaviano e Ottaiano sono napoletani.

## Persone
- Giuseppe Ottaviani (1978) – disc jockey, produttore discografico e producer italiano
- Luciana Ottaviani (1967) – ex modella, attrice cinematografica e showgirl italiana
- Nicola Ottaviani (1968) – politico italiano